# فواز بركات الزعبي
فواز بركات الزعبي الجيلاني (1868 - 1931)، أحد اشهر مشايخ منطقة الرمثا وحوران في اواخر الحقبة العثمانية وفترة الانتداب، ولد في مدينة الرمثا عام 1868 و نشأ في كنف والديه، تعلم القراءة والكتابة وقراءة القرآن الكريم ومبادئ الحساب على يد شيوخ المساجد وما كان يسمى بالكتّاب أو الكتاتيب التي كانت سائدة في ذلك الوقت. و قد رعاه والده الشيخ بركات رعاية أبناء الشيوخ.
كان من الداعمين للسلطة العثمانية ولكن بعد الانقلاب على السلطان عبد الحميد الثاني على يد حزب الاتحاد والترقي، تحول من داعم وداعي لهم الى داعية للثورة عليهم، وكان في طليعة الذين انتسبوا للجمعية المحمدية التي دعت إلى عودة السلطان عبد الحميد للعرش العثماني، وكانت له صولات وجولات في السياسة المتعلقة بمنطقة حوران والرمثا قبل ان يتوفى عام 1931.

## نسبه
فواز بركات بن موسى بن مصطفى بن شريدة بن إبراهيم بن مصطفى بن أبو بكر بن عماد الدين علي الزعبي.